# Малопольское воеводство
Малопо́льское воево́дство (пол. Województwo małopolskie; разг. Малопольша (пол. Małopolska)— воеводство, расположенное на юге Польши. Центр — Краков. Крупнейшие города воеводства — Тарнув, Новы-Сонч, Новы-Тарг, Закопане.
Население — 3 408 505 человек (данные 2021 года).

## География
Площадь воеводства составляет 15 182,79 км², (4,9 % площади Польши).

### Административное положение
Воеводство расположено на юге Польши и граничит:
- со Словакией (с Прешовским и Жилинским краями) на протяжении 301,6 км;

с другими воеводствами:
- Подкарпатским на протяжении 177,9 км на востоке;
- Силезским на протяжении 273,4 км на западе;
- Свентокшиским на протяжении 178,4 км на севере.

### Физико-географическое положение
Территория воеводства включает в себя часть Западных Карпат и Малопольской возвышенности.
С севера на юг протяжённость составляет 151 км (1°21′43″), с запада на восток — 167 км (2°23′30″).
Крайние точки:
- Северная — 50°31′13″,
- Южная: 49°09′30″,
- Западная: 19°04′59″,
- Восточная: 21°25′18″.

Рельеф преимущественно гористый. Самая высокая точка воеводства и всей Польши — северная вершина горы Рысы (2499 м над уровнем моря).

### Климат
Воеводство расположено в зоне умеренного климата. На территории воеводства наблюдается большая амплитуда колебания температур из-за перепадов высот. Максимальная зарегистрированная температура составляет +37 °C, минимальная — −38 °C.
Снежный покров в Татрах часто держится с ноября до середины мая, но его выпадение возможно в любое время года. В других горных регионах снег покрывает склоны до марта, а на искусственно заснеженных склонах можно кататься даже в начале апреля.
Климат воеводства имеет свои особенности. Самые известные из них — хальный ветер — быстрый тёплый ветер, способный растопить за несколько дней даже несколько десятков сантиметров снега, а также оравяк — холодный ветер, дующий с Бабьей Горы, который может снизить температуру в Подгале даже на несколько градусов.

## Административно-территориальное деление
Малопольское воеводство разделено на 3 городских округа и 19 повятов (районов), которые разделены на 182 гмины (волостей).

### Городские округа
1. Краков (756 757)
2. Тарнув (117 109)
3. Новы-Сонч (84 594)

### Повяты
| №  | Герб | Повят          | Адм. центр         | Площадь [км²] | Население (2013) |
| -- | ---- | -------------- | ------------------ | ------------- | ---------------- |
| 1  |      | Бжеский        | Бжеско             | 590           | 98 781           |
| 2  |      | Бохнявский     | Бохня              | 649,28        | 104 765          |
| 3  |      | Вадовицкий     | Вадовице           | 645,74        | 158 983          |
| 4  |      | Величский      | Величка            | 427,8         | 118 553          |
| 5  |      | Горлицкий      | Горлице            | 967,36        | 109 201          |
| 6  |      | Домбровский    | Домброва-Тарновска | 529,5         | 59 513           |
| 7  |      | Краковский     | Краков             | 1229,62       | 266 649          |
| 8  |      | Лимановский    | Лиманова           | 951,96        | 128 545          |
| 9  |      | Мехувский      | Мехув              | 676,73        | 49 966           |
| 10 |      | Мысленицкий    | Мысленице          | 673,3         | 123 991          |
| 11 |      | Новосонченский | Новы-Сонч          | 1550,24       | 211 045          |
| 12 |      | Новотаргский   | Новы-Тарг          | 1474,66       | 189 623          |
| 13 |      | Олькушский     | Олькуш             | 622,19        | 114 073          |
| 14 |      | Освенцимский   | Освенцим           | 406,03        | 155 040          |
| 15 |      | Прошовицкий    | Прошовице          | 414,57        | 43 864           |
| 16 |      | Сухский        | Суха-Бескидзка     | 685,75        | 84 111           |
| 17 |      | Тарнувский     | Тарнув             | 1413,44       | 199 675          |
| 18 |      | Татровский     | Закопане           | 471,62        | 67 847           |
| 19 |      | Хшанувский     | Хшанув             | 371,49        | 123 701          |

## Города
Воеводство содержит 60 городов. Они перечислены ниже в порядке убывания населения (по официальным данным на 2006 год):
- Краков (756 757)
- Тарнув (117 109)
- Новы-Сонч (84 594)
- Освенцим (40 979)
- Хшанув (39 797)
- Олькуш (37 552)
- Новы-Тарг (33 493)
- Бохня (29 373)
- Горлице (28 539)
- Закопане (27 486)
- Скавина (23 691)
- Андрыхув (21 691)
- Кенты (19 252)
- Вадовице (19 149)
- Величка (19 133)
- Тшебиня (18 769)
- Мысленице (18 070)
- Либёнж (17 604)
- Бжеско (16 827)
- Лиманова (14 632)
- Рабка-Здруй (13 031)
- Бжеще (11 730)
- Мехув (11 717)
- Домброва-Тарновска (11 259)
- Крыница-Здруй (11 243)
- Буковно (10 695)
- Кшешовице (9 942)
- Суха-Бескидзка (9 726)
- Вольбром (9 075)
- Хелмек (9 065)
- Стары-Сонч (8 987)
- Неполомице (8 537)
- Мшана-Дольна (7 529)
- Щавница (7 334)
- Тухув (6 501)
- Сулковице (6 305)
- Прошовице (6 205)
- Добчице (6 028)
- Грыбув (6 025)
- Макув-Подхаляньски (5 738)
- Пивнична-Здруй (5 717)
- Йорданув (5 112)
- Мушина (4 980)
- Беч (4 585)
- Кальваря-Зебжидовска (4 503)
- Сломники (4 331)
- Жабно (4 271)
- Щуцин (4 166)
- Затор (3 726)
- Скала (3 693)
- Альверня (3 406)
- Войнич (3 404)
- Бобова (3 018)
- Радлув (c. 2 800)
- Рыглице (2 784)
- Новы-Виснич (2 716)
- Ченжковице (2 378)
- Чхув (2 207)
- Свёнтники-Гурне (2 101)
- Закличин (1 556)